# Adolphe Quételet

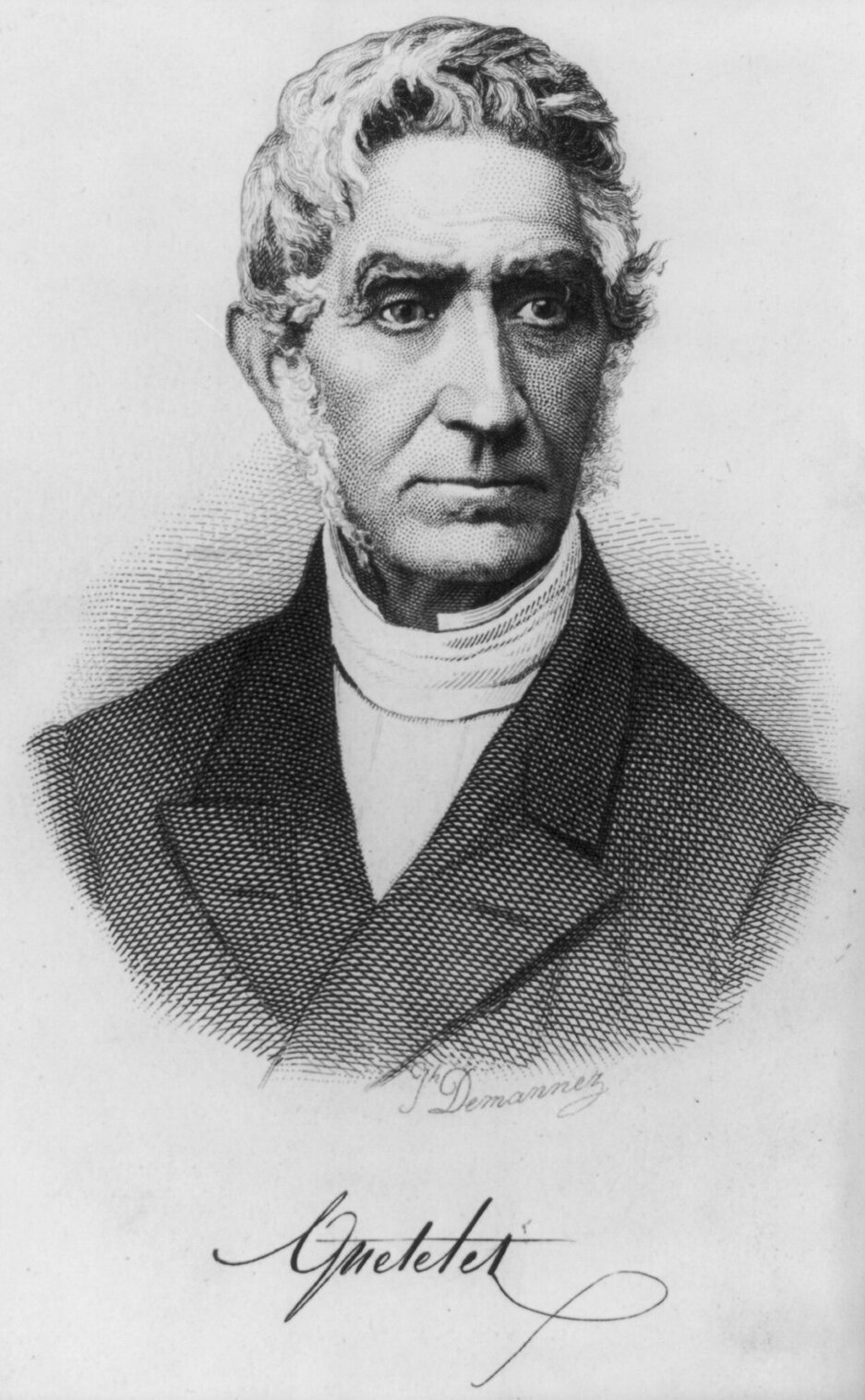
Portret Queteleta autorstwa Josepha Arnolda Demanneza

Lambert Adolphe Jacques Quételet (ur. 22 lutego 1796 w Gandawie, zm. 17 lutego 1874 w Brukseli) – belgijski astronom, matematyk, statystyk, meteorolog, socjolog, kryminolog, twórca „pytania queteletowskiego” (Dlaczego nasilenie przestępczości jest różne w ramach różnych grup społecznych?). 
W 1819 obronił pracę doktorską z matematyki na Uniwersytecie Gandawskim. W 1828 roku został pierwszym dyrektorem Observatoire Royal de Belgique, które powstało z jego inicjatywy. Opracował też wskaźnik masy ciała, zwany wskaźnikiem Queteleta lub BMI (ang. Body Mass Index).

## Wyróżnienia i upamiętnienie
W 1835 roku został członkiem Royal Society of Edinburgh, w 1839 członkiem Royal Society, a w 1851 członkiem zagranicznym Królewskiej Holenderskiej Akademii Sztuk i Nauk.
Na jego cześć nazwano krater Quetelet na Księżycu oraz planetoidę (1239) Queteleta.